# کلانتر اوبا
کلانتر اوبا (به ترکی آذربایجانی: Kələntəroba) یک منطقه مسکونی در جمهوری آذربایجان است که در شهرستان قوسار واقع شده است.